# 赤布
赤布（1928年—），原名吕继仪。江苏沭阳人，中国当代作家。历任《苏北日报》记者，《新华日报》政法处处长、记者站站长，江苏省委宣传部宣传处负责人，《光明日报》江苏记者站站长，江苏省新闻工作者协会常务副主席，编审。
中国共产党党员。14岁参加革命，先后在南京、淮阴从事写作工作。其有大量取材于抗日战争和国共内战期间真实故事的作品。1956年开始发表作品。1993年加入中国作家协会。代表作有《落红》、《野蔷薇》、《何基沣将军》等。